# Rheinmetall 120 mm
El Rheinmetall 120 mm es un cañón de tanque de 120 mm desarrollado y fabricado por la empresa alemana Rheinmetall.

Consta de dos variantes principales: el L44 y el L55 de 44 y 55 calibres respectivamente y se monta en dos de los tanques más usados de la actualidad, el Leopard 2 y el M1 Abrams.
Para la década de los años 90, el L/44 ya no era considerado lo suficientemente poderoso para enfrentarse a las últimas versiones de los tanques soviéticos como el T-80B, que le dieron un aliciente a Rheinmetall para el desarrollo de un cañón con mejores características. Este proyecto se denominaría 140 milímetros (14,0 cm) Nuevo Cañón Antitanque de 140 mm (del alemán: Neue Panzerkanone 140), pero luego se tornó en un compromiso para el desarrollo de una pieza del mismo calibre mejorada; el L/55, basada en la misma geometría interna del cañón L/44 y que pudiera tener el mismo cierre y afuste. El L/55 es 1,3 metros (130 cm) más largo comparado con su predecesor, otorgándole un aumento a la velocidad de salida del proyectil disparado a través de este. Así como el L/55 retiene las mismas dimensiones del diseño anterior, puede disparar el mismo tipo de munición que las usadas en el L/44.
Este cañón a su vez ha sido montado en las actualizaciones de los Leopard 2, como los Leopard alemanes y holandeses, y ha sido elegido como armamento principal de muchos tanques occidentales, tales como el Leopardo 2E español, el Leopard 2HEL griego, y en el año 2010 en el tanque surcoreano K2 Black Panther. Así mismo se ha estudiado el adaptarlo como un reemplazo del cañón del Challenger británico, el cañón estriado L30 de calibre 120 mm.
Una gran variedad de municiones han sido desarrolladas específicamente para su uso en los tanques equipados originalmente con el L/44 de Rheinmetall. Esto incluye una serie de proyectiles de penetración por energía cinética, como la serie de origen estadounidense M829 , y a los del tipo HEAT. Recientes proyectiles lanzados al mercado militar incluyen una amplia variedad de proyectiles tipo caníster para defensa antipersonal y cargas de demolición, ofreciédole a los tanques armados con el cañón L/44 y a sus derivados una gran versatilidad en los campos de batalla modernos. El misil LAHAT, construido y desarrollado en Israel; emula los principios de los misiles soviético/rusos de un misil lanzado desde el cañón de un tanque, y ha demostrado causar gran interés en los usuarios de dicho calibre en sus tanques por parte de Alemania y otros usuarios del Leopard 2. Los israelíes a su vez también han introducido un nuevo tipo de proyectil de la clase caníster de tipo antipersonal; que limita los daños colaterales al controlar el espectro de la fragmentación de su proyectil.

## Historia

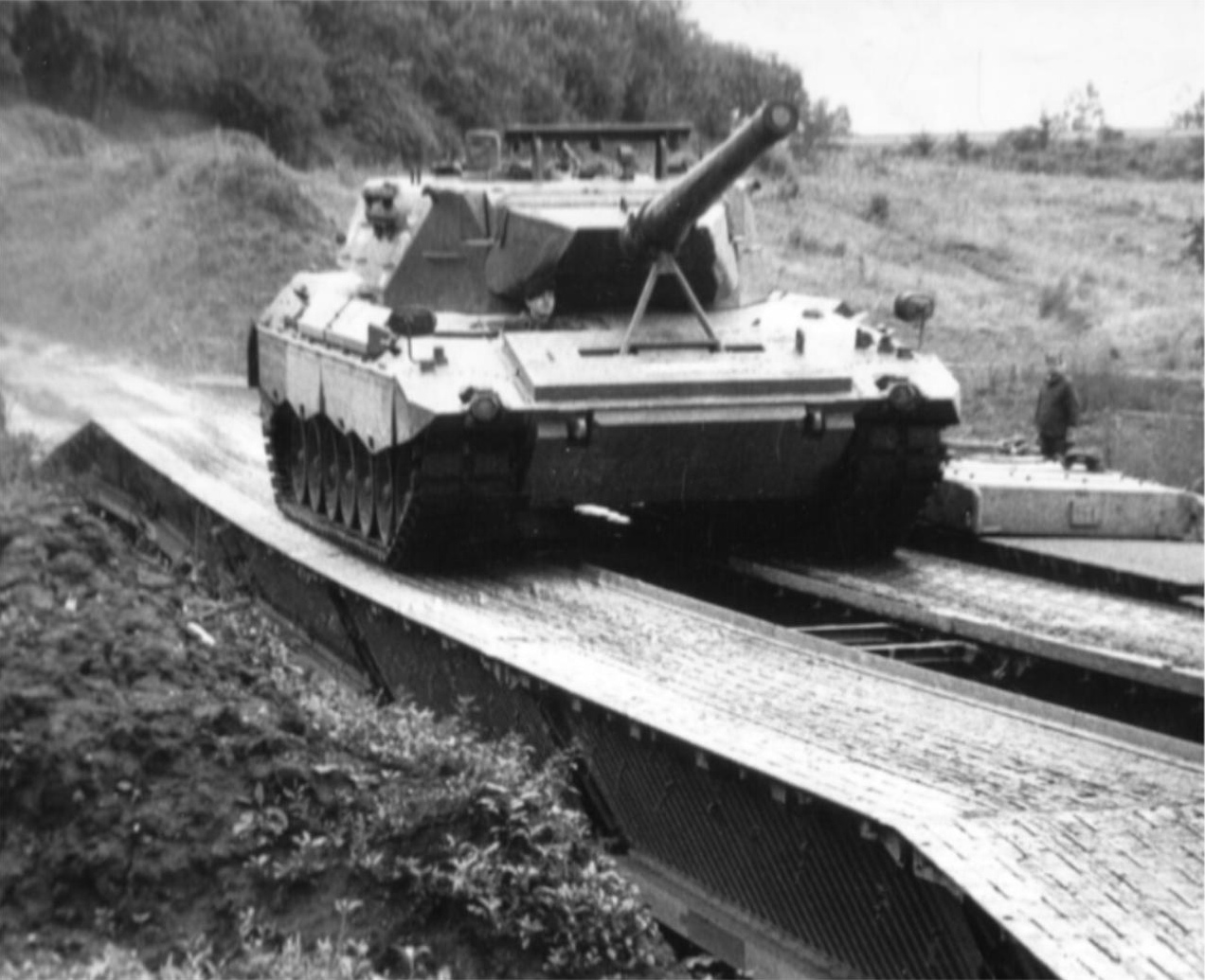
Imagen de un prototipo del Leopard 2.

Preocupados por la incapacidad del cañón británico Royal Ordnance L7 de 105 mm, entonces en uso en las fuerzas de la OTAN, para penetrar los nuevos blindajes soviéticos, Rheinmetall comenzó a desarrollar un nuevo cañón para tanques en 1965 La primera vez que un tanque soviético de posguerra y su armamento hicieron su aparición ante personal occidental tuvo lugar durante los incidentes en Hungría en 1956, cuando un T-55 modificado es capturado y llevado ante los dignatarios de la embajada británica en Budapest. En 1965, la Unión Soviética exhibe por primera vez su novedoso tanque T-62, armado con un cañón de ánima lisa de 115 mm. La decisión soviética de aumentar el poder del armamento principal de sus tanques había llegado cuando a principios de la década de 1960 un comandante de tanque desertó de Irán en la frontera soviética, a bordo un nuevo tanque M60, que estaba armado con el cañón británico Royal Ordnance L7. A pesar de la introducción del T-62 en 1969, su nuevo tanque, el T-64, fue rearmado con un nuevo cañón de 125 mm, mientras que en 1972 en Nizhny Tagil comenzó la producción en masa del tanque T-72, también armado con el cañón de 125 mm. Por ejemplo, en la batalla de Sultan Yakoub, durante la Guerra del Líbano de 1982, el gobierno israelí afirmó haber destruido nueve T-72M sirios con sus tanques Merkava Mk. II, que estaban armados con una versión de producción israelí del cañón estadounidense M68 de 105 mm (y que a su vez se basaba en el británico L7). Sea o no cierto, la prueba de que los soviéticos dispararon un número de proyectiles israelíes M111 Hetz de capacidad perforante y de carcasa descartable en sus instalaciones en Kubinka, no es posible probar que el cañón de 105 mm fuera capaz de perforar las placas inclinadas en la parte delantera del T-72M, pero no así en el blindaje que protegía a su torreta. En respuesta, los soviéticos desarrollaron el T-72M1. Esto lleva a los militares de Israel a optar por un cañón de 120 mm durante el proceso de desarrollo del Merkava Mk. III. Este caso es similar a la decisión de Estados Unidos para sustituir el cañón M68 en sus tanques en servicio y en desarrollo, con el cañón recientemente creado por la empresa alemana Rheinmetall, que era de 120 mm y había sido producido recientemente en 1976. Dada la introducción del T-64A, que había planteado la cuestión dentro de la comunidad militar si la nueva munición del calibre de cañones ya existentes podrían hacer otra vez frente efectivamente a los innovadores tanques soviéticos.
En 1963, Alemania y los Estados Unidos se propusieron en un programa de joint-venture, el desarrollo de un nuevo tanque multipropósito conocido como MBT-70. El nuevo tanque llevaba una tripulación de tres hombres, con el conductor en la torreta, un sistema de cargador automático para el arma principal, un cañón automático de 20 mm como armamento secundario, con suspensión hidroneumática activa y blindaje espaciado en la placa de glacis y en el mantelete de la torreta. El nuevo concepto de dicho tanque era el de mejorar el armamento principal, por lo que se le montó un cañón de 152 mm como respuesta a este requisito y que contaba con la capacidad de lanzamiento de misiles, siendo pensado para disparar el misil antitanque MGM-51 Shillelagh. Sin embargo, el ejército alemán estaba interesado en un cañón para sus tanques que pudiera disparar munición convencional. Aunque hubo algunos intentos que modificaron a algunos de los cañones 152 mm, el proceso resultó muy difícil y costoso, y los alemanes comenzaron el desarrollo del cañón de 120 mm. en los laboratorios de la empresa Rheinmetall, y que luego en el futuro sería su principal constructor.

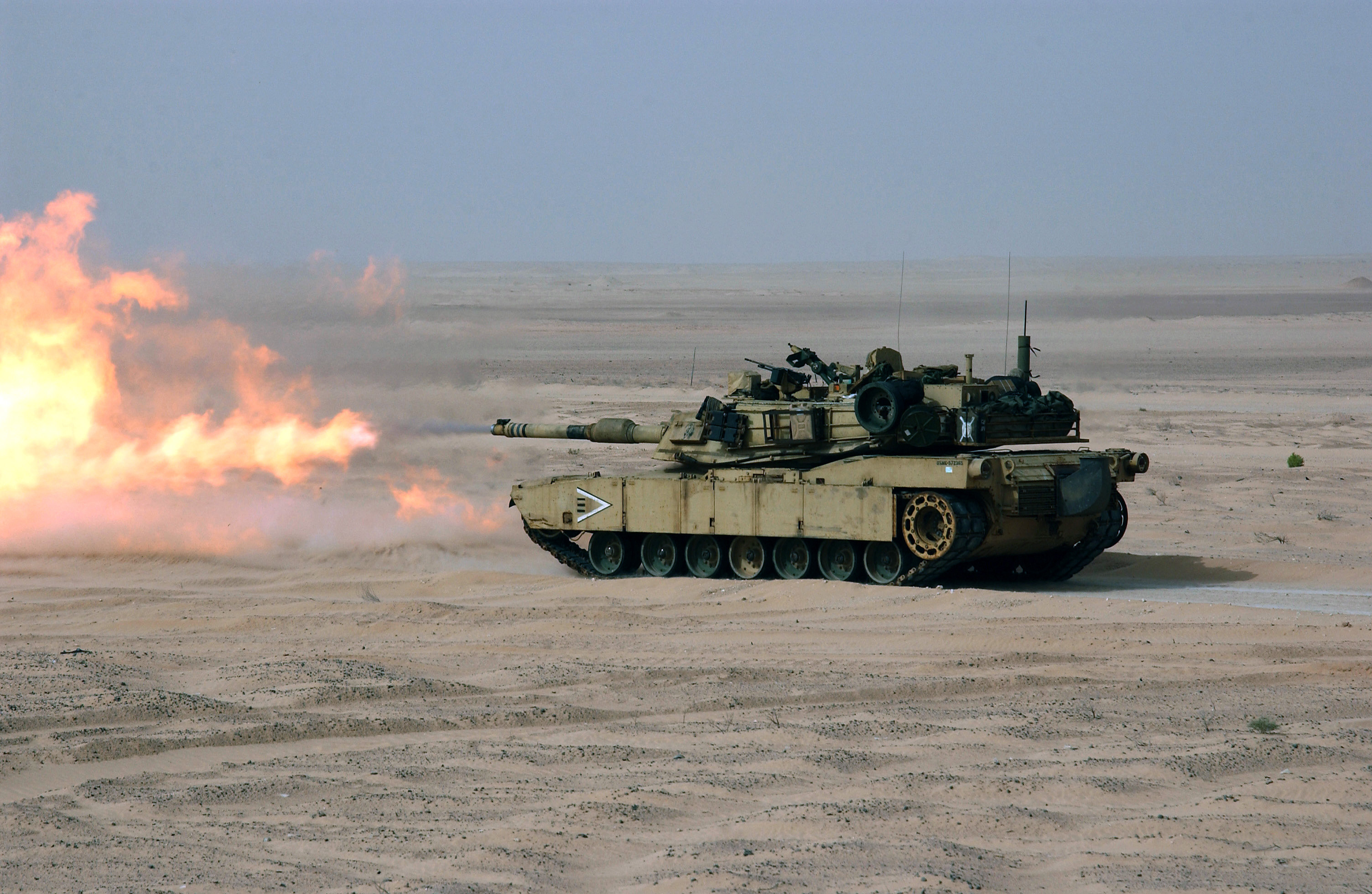
Un M1A1 Abrams disparando su cañón M256, una versión estadounidense del Rheinmetall 120 mmm.

En 1967 el Ministerio alemán de Defensa decidió volver a abrir un concurso para un programa de actualización para los Leopard 1 en servicio, conocido como el Leopardo dorado (del alemán: Leopard Vergoldeter), más tarde rebautizada como Jabalí (del alemán: Keiler). Krauss-Maffei fue elegida como el contratista principal, y dos prototipos fueron fabricados entre 1969 y 1970. Este programa se convirtió en el Leopard 2, el primer prototipo del nuevo tanque fue entregado en 1972, equipado con un cañón de 105 mm y de ánima lisa como arma principal. Entre 1972 y 1975 un total de 17 prototipos fueron develados. El nuevo cañón de 120 mm tuvo más de diez años de esfuerzo en su desarrollo y construcción, los que se habían iniciado en 1964, y terminaron oficialmente en 1974, Diez de las 17 torretas construidas fueron equipadas con el cañón de 105 mm de ánima lisa, y las otras siete estaban dotadas con el de 120 mm, un cañón mucho más capaz y más grande. Existió otro programa dirigido al desarrollo de calibres más grandes, como el de 152 mm, incluso se pensó en dotarlos de capacidades como la de disparar misiles desde el cañón, como un intento de salvar algunos de los componentes desarrollados en el MBT-70. Pero en 1971 el desarrollo del programa anterior fue cancelado por razones presupuestarias. En cambio, los alemanes optaron por el cañón Rheinmetall L/44 de 120 mm como el arma a montar de manera oficial en su nuevo tanque, el Leopard 2, aún sin que los norteamericanos se decidiesen de algún modo por el mismo calibre.

## Variantes

### Rheinmetall L44 120 mm
La producción de los tanques alemanes Leopard 2 y el nuevo cañón de 120 mm en los  Depósitos de Armas de fuego de Alemania se inició en 1979, dando cumplimiento de la orden para el Ejército alemán ante la solicitud para un tanque capaz de enfrentarse a los modelos soviéticos de la época. A pesar de que el tanque estadounidense M1 Abrams estaba armado originalmente con un cañón M68A1 (una variante estadounidense del L7 inglés), 25 tanques del Ejército de los Estados Unidos habían sido planeado para llevar un cañón principal de mayor calibre en una fecha posterior. 
Luego de 26 años y serias modificaciones en la torreta del tanque, que originalmente había sido diseñada para albergar al cañón de 120 mm se le haría la integración de un cañón más grande en la versión posterior del M1, el M1A1, y sería los primeros vehículos que saldrían de la línea de montaje con este cañón en 1985. Este cañón se basó en el cañón alemán, y es conocido en la designación militar estadounidense como el cañón antitanque M256, que era de 44 calibres de longitud y era fabricado en el Complejo de Arsenales de Watervliet, siendo especialmente modificado en su aleación para soportar las rajaduras y la fatiga por fuego sostenido.
Algunos tanques de otras naciones estaban armados con versiones fabricadas bajo licencia de Rheinmetall, producidas localmente; y en los que se incluyen al Tipo 90 japonés, y el K1A1 surcoreano. 
Con el desarrollo de este cañón, Alemania había dado un giro enorme en la historia de la tecnología armamentística, así como dentro de los estándares comunes de munición dentro de la OTAN.

### Rheinmetall L55 120 mm
La aparición de nuevos tanques soviéticos como el T-80B durante la década de 1970 y principios de 1980 exigió el desarrollo de nuevas tecnologías y armas para contrarrestar la amenaza que representaban para occidente estos tanques. El T-80B había aumentado su poder de fuego, y había aparecido un nuevo tipo de blindaje cerámico compuesto, demostrando que los proyectiles tipo squash ya serían cosa del pasado. El T-72 también pasó por un programa de modernización en un intento de equipararlo al T-80B. 
En 1985, el T-72B, la nueva versión del T-72, inició su producción en serie, y contaba con un sistema de protección nuevo, del tipo de blindaje laminado similar al Chobham inglés en el blindaje de la torreta, que era diseñado principalmente para detonar a ciertos misiles antitanque, y que luego superaría al del T-80B en su nivel de protección.

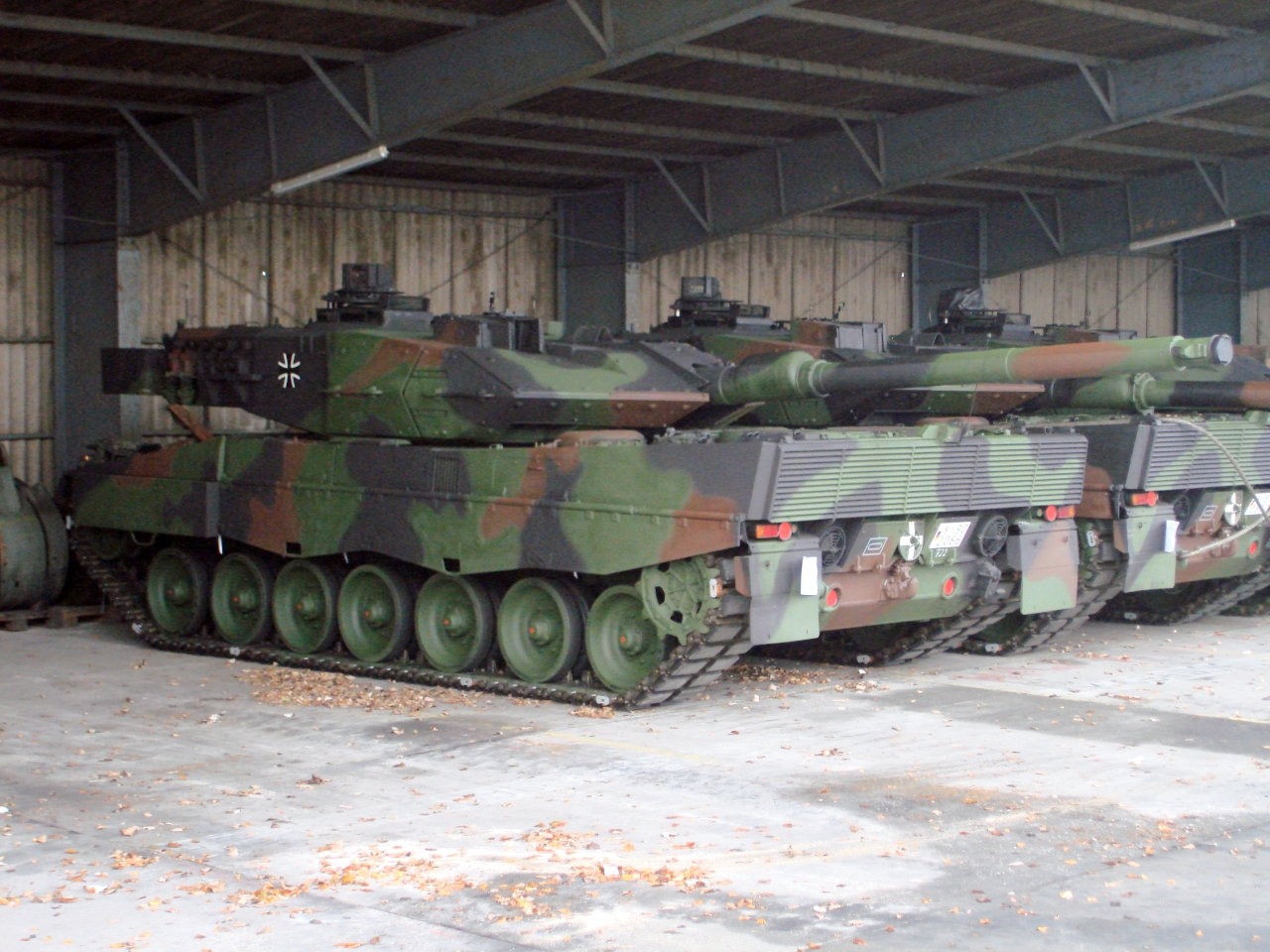
Dos Leopard 2A6 del Ejército alemán equipados con el cañón L/55.

El gobierno alemán inició el desarrollo del Leopard 3, aunque fue cancelado ya que poco después tiene lugar la caída de la Unión Soviética. El 29 de octubre de 1991, los gobiernos de Suiza, Países Bajos y Alemania acordaron cooperar en el desarrollo de un programa de modernización de los Leopard 2. 
Parte de este programa incluyó la introducción de un nuevo cañón del mismo calibre (120 mm) que equipaba al tanque, y que ya tenía 36 años de uso, y proponía una alternativa más económica que la de producir un nuevo estándar de municiones y de cañón. El incremento en aumento de la distancia máxima de alcance del cañón se estima en unos 1.500 m. 
A pesar de que dicho cañón resultó ser mucho más largo, le permite suministrarle al proyectil disparado una presión extra, aprovechando los humos devenientes de la expulsión de los gases de la carga propulsora. 
La geometría y diseño siguen siendo los mismos, permitiendo que el nuevo cañón se adapte sin contratiempos a la misma munición que fuera disparada desde la versión anterior.
El cañón más largo permite el uso de municiones con más velocidad de salida, por ejemplo; con el nuevo proyectil de penetrador de efecto de energía cinética puede alcanzar velocidades de alrededor de 1,750 m/s.
La nueva caña del cañón pesa 1,347 kg.
El cañón sería modificado en el Leopard 2 con la creación de un modelo altamente mejorado, conocido como el Leopard 2A6. Tanto el Leopardo 2E español, como  Leopard 2HEL griego, así como los derivados de los Leopard 2A6 usan el cañón de 120 mm.L/55.

### Rheinmetall L51 130 mm
Rheinmetall presentó una nueva arma para tanques de 130 mm L/51 en el Eurosatory 2016 en junio de 2016. 
El desarrollo comenzó en 2015, financiado en su totalidad con fondos internos, como respuesta a la introducción rusa de vehículos blindados de nueva generación como el tanque T-14 Armata, y el primer demostrador técnico (TD) se completó en mayo de 2016. 
La nueva arma de 130 mm L/51 tiene un cañón de ánima lisa con revestimiento cromado, con un mecanismo de recámara deslizante vertical, mayor volumen de la cámara, sin freno de boca, una funda térmica y un sistema de referencia de boca (MRS) que le permite ser revisado de manera más regular sin que la tripulación necesite abandonar la plataforma. 
En comparación con el cañón de 120 mm y 2700 kg, el cañón de 130 mm tiene 1400 kg (3.100 lb) para un peso total de 3000 kg, incluido el sistema de retroceso.

## Características del diseño
El Rheinmetall L/44 tiene un calibre de 120 mm y una longitud de 44 calibres (5,28 metros). El cañón pesa 1.190 kilogramos, y en el M1 Abrams el montaje del cañón pesa 3.317 kilogramos, mientras que su nueva caña es de 55 calibres de largo, 1,30 m más largo, y cuenta con un evacuador del mismo diámetro y un manguito térmico que protege al cañón y diseñado para regular la temperatura de su caña, y que está hecho de un plástico reforzado con fibras de vidrio, mientras que el ánima está cromada para aumentar su vida útil. Originalmente, el cañón tenía una caña con una vida útil estimada entre 400 y 500 disparos, pero con los recientes avances en la tecnología de propulsores, la vida útil ya promedia los 260 disparos, reduciéndose en cerca de un 50%. En algunos casos, las cañas han tenido que ser sustituidas después de apenas disparar 50 proyectiles. El mecanismo de retroceso del arma se compone de dos retardadores hidráulicos y un conjunto hidroneumático.

### Munición

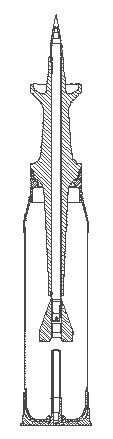
El proyectil estadounidense tipo SABOT M829 APFSDS.

#### En Europa
Una variedad de cartuchos para este cañón han sido desarrolladas. Por ejemplo, una larga línea de cartuchos con proyectiles antiblindaje y subcalibre fue desarrollado por Rheinmetall. Originalmente, el Leopard 2 fue equipado con la munición estándar del tipo penetrador de energía cinética denominada DM23, basada en la munición israelí M111 Hetz. Este cartucho luego fue reemplazado por el más reciente, el DM33; el que también sería adoptado como munición estándar por los ejércitos de Japón, Italia, Países Bajos y Suiza. El DM43 es un desarrollo de esta ronda, producida en conjunto entre Alemania y Francia. En los Estados Unidos se han desarrollado sus propios cartuchos del tipo de cabezales de energía cinética; mediante el uso de dardos hechos de uranio empobrecido, y que son designados como los M829. El DM33 tiene un sabot compuesto de tres partes de aluminio y un penetrador de tungsteno dividido en dos partes, y se dice que es capaz de penetrar hasta 560 mm de blindaje de acero, a una distancia de hasta los 2.000 metros, y con la introducción del cañón L/55,; que es más largo; se fue dando de la mano la introducción al servicio de un novedoso proyectil perforador de energía cinética, el DM53. Con un peso de 8,35 kilogramos y una longitud de 38:1 a diámetro y con una velocidad inicial de 1.750 metros/segundo, el proyectil tiene un alcance efectivo hasta los 4,000 m. Al nuevo proyectil, desarrollado en base al anterior; se le ha llamado el DM63. La mejora en este cartucho es proporcionada por la introducción de un nuevo propelente de etapa independiente, que permite al propulsor el tener un patrón constante de la temperatura, generado por el efecto de expansión de los gases entre el choque de temperatura de dicho gas con el aire de la temperatura ambiente en el interior del montaje del cañón y el de los gases eyectados de la combustión del cartucho dentro de la recámara del cañón, que no varía entre rangos de temperatura extremos, y propios del continente europeo; que van desde los -47 °C (-52, 6 °F) hasta los +71 °C (159,8 °F). La nueva mezcla del propelente, conocida como una mezcla de recubrimiento especial que se le hace a los propulsores de doble base (SCDB); le permiten al proyectil del DM63 el ser utilizado en muchas condiciones climáticas diferentes con resultados muy favorables. La nueva munición ha sido aceptada para el servicio con los ejércitos holandés y suizo, así como en el alemán.

#### Estados Unidos
Estados Unidos ha desarrollado una serie de penetradores de energía cinética, basados en el propelente del M829. Se dio luego una gran mejora inmediata, al develarse el proyectil conocido como M829A1, al que se denominó la "bala de plata" (del inglés: Silver Bullet) después de conocerse sus resultados después de ocurridos los combates entre tanques en el marco de la guerra del Golfo frente a los tanques del arsenal iraquí; como los T-55, T-62 y T-72. La serie derivada del proyectil M829 con penetrador de uranio empobrecido, sería luego una gran innovación; ya que fue diseñada para penetrar el blindaje enemigo a través del uso de la fuerza de impacto generada por la energía cinética, que luego de romper en el interior de la torreta, hace mucho daño en el tanque, al astillar las paredes internas del blindado; y luego las proyecta como metralla, que no para de rebotar dentro del habitáculo del blindado impactado. En 1998, el ejército de los Estados Unidos presentó el proyectil M829A2, que tiene una mejora en el dardo penetrador de uranio empobrecido, ya que ahora ha sido elaborado de materiales compuestos tanto en el sabot como en las aletas del dardo. En el año 2002, da comienzo la producción del proyectil M829A3, del que se dice ser capaz de derrotar a las últimas versiones de blindaje reactivo explosivo ruso.

#### Desarrollos conjuntos
Alemania y los Estados Unidos han desarrollado varias rondas devenientes de sus otros cartuchos en uso, y de las municiones diseñadas exclusivamente para cada uno de sus ejércitos. Estos incluyen el proyectil alemán DM12 de usos múltiples y de capacidad antitanque (MPAT), basado en el uso de la tecnología de un proyectil explosivo de alto poder antitanque. Sin embargo, se ha encontrado que el DM12 estaba limitado en cuanto a su capacidad letal, ya que los efectos sobre el blindaje impactado se ven limitadas por la falta de explosión y los efectos del cabezal en cuanto a su nivel de fragmentación, y que el cartucho es menos efectivo contra blindajes de vehículos de tipo ligero. Ante este hecho, los Estados Unidos desarrollaron un proyectil tipo MPAT, conocido como el M830. Este tuvo un desarrollo tardío en el M830A1, que permite que al M1 Abrams utilizar sus disparos contra helicópteros en vuelo bajo. El M1 Abrams puede utilizar el proyectil de tipo caníster M1028, que es una munición pensada para el uso antipersona, llena de más de 1000 esferas de tungsteno. En el Ejército de los Estados Unidos luego se aceptaría el uso de una nueva carga de demolición, denominada M908; basada en el cartucho M830A1-MPAT; pero que incluía como novedad una espoleta de proximidad que fue reemplazada por una tapa con punta endurecida. La tapa permite que al momento del impacto el cabezal se incruste en el concreto y a continuación detone al interior del objetivo y logrando con ello causar un grado mayor de daños y mayores bajas frente a objetivos resguardados en fortificaciones.

#### Otros desarrollos
El ejército israelí introdujo un nuevo cartucho para su cañón, conocido como el LAHAT (acrónimo de en inglés: Laser Homing Anti-Tank). Con el uso de un método de guiado por sistemas de marcaje láser de tipo semiactivo, el LAHAT puede ser guiado de manera autónoma o por la tripulación a bordo del tanque, o por equipos sobre el terreno; mientras que la trayectoria del misil puede ser cambiada a cualquiera de los objetivos que se crean pueden crear un tipo de ataque directo o ser una amenaza importante para el blindado que lo dispare por medio de un artefacto en la parte superior, o lanzar un ataque directo para derribar a los helicópteros del enemigo. Además, el misil puede ser disparado tanto por cañones M68 o su variante israelí, como por los del calibre 120 mm. El LAHAT ha sido ofrecido a los usuarios de los carros con cañones de calibre 120 mm. como una opción para elevar la letalidad de los Leopard 2 y de los M1 Abrams, y se ha comercializado tanto por las Industrias Militares de Israel, así como por la firma germana Rheinmetall para los usuarios del Leopard 2. A los Merkava israelíes se les ha dotado de una munición conocida como la APAM, que es una munición antipersona diseñada para liberar su carga fragmentaria en intervalos controlados para limitar los daños que las esquirlas producidas por su impacto puedan provocar. Los fragmentos tienen unas formas especiales, y le permiten el obtener suficiente energía cinética para penetrar cualquier clase de blindaje corporal.
Polonia ha diseñado y producido una serie de proyectiles de desarrollo y producción local para sus tanques equipados con el cañón Rheinmetall, incluyendo un cartucho de práctica con capacidad antiblindaje y con cabezal penetrador de blancos (APFSDS-T-TP), uno con alto poder explosivo, y uno para prácticas de tiro con cabezal de alto explosivo (HE-TP). La munición es fabricada por Zaklady Produkcji Specjalnej Sp..

## Variantes y usuarios

### L/44
El Rheinmetall L44 es la variante desarrollada por Rheinmetall a partir del cañón Rehinmetall 120 mm. Es un cañón de ánima lisa con una longitud de 44 calibres (o de 5,30 m. de longitud); un peso de 1.190kg.. Todo el conjunto pesa 3.780 kg. El cañón M256 del M1 Abrams es el mismo fabricado bajo licencia en Estados Unidos por General Dynamics Land Systems Division en su planta de Lima, Ohio, con un coste por unidad de 4.000 $ en el año 2000.
Este cañón es capaz de disparar proyectiles perforantes de uranio empobrecido conocidos como APFSDS (siglas en inglés) o proyectiles KE (que actúan por energía cinética) como las series M829A1 del Abrams, 2 y 3 y también los proyectiles de munición con cabezales de explosivo de alto impacto antiblindaje HEAT.
Es utilizado en las siguientes variantes, tanto del Leopard 2; como del M1: Leopard 2A0, A1, A2, A3 y A4, Strv 121, Pz 87, M1A1, M1A2 y M1A2 SEP, y posiblemente una de sus variantes.
Debido a las ventas de los tanques sobrantes y/o retirados de los arsenales del ejército alemán y holandés, así como del belga; los cañones Rheinmetall L/44 son de uso común en la OTAN; a su vez que varias naciones como Corea, Estados Unidos; y Japón lo han manufacturado bajo licencia. Por ejemplo, el Leopard 2 armado con el cañón de 44 calibres de longitud, ha sido vendido a Holanda, Suiza, Suecia, España, Austria, Dinamarca, Chile, Catar y a otra naciones. Egipto ha manufacturado cerca de 1100 M1A1 Abrams para el año 2005, y en 2008 solicitó un permiso para construir otros 125 tanques; los cañones M256 (la versión estadounidense del L/44) son producidos por la planta de Arsenal de Watervliet. Los M1A1 a su vez han sido exportados a Australia, mientras que los M1A2 han sido exportados a Arabia Saudita y a Kuwait., A su vez, en Israel es fabricado bajo licencia de Estados Unidos para sus tanques Merkava Mk. 3 y Mk.4.
| Tanque              | Constructor                                      | País de origen            | Cañón                                               | Usuarios |
| ------------------- | ------------------------------------------------ | ------------------------- | --------------------------------------------------- | --- |
| C1 Ariete           | Iveco OTO Melara                                 | Italia                    | Rheinmetall 120 mm L/44                             | |
| Leopard 2           | Krauss-Maffei                                    | Alemania                  | Rheinmetall 120 mm L/44                             | Austria, Canadá, Catar, Chile, Dinamarca, España, Finlandia, Grecia, Holanda, Hungría, Indonesia, Noruega, Polonia, Portugal, Singapur, Suecia, Suiza, Turquía |
| M1 Abrams           | Chrysler Defense (General Dynamics Land Systems) | Estados Unidos            | M256                                                | Arabia Saudí, Australia, Egipto, Irak, Kuwait, Marruecos. |
| K1A1                | Hyundai Rotem                                    | Corea del Sur             | KM256                                               | |
| Tipo 90             | Mitsubishi Heavy Industries                      | Japón                     | Rheinmetall 120 mm L/44                             | |
| Merkava Mk.3 y Mk.4 | IMI                                              | Israel                    | IMI MG251                                           | |
| TAM                 | TAMSE/IMI                                        | Israel/ Argentina         | IMI MG251 (Posible variante que se adaptará al TAM) | |
| Stridsvagn 122      | Rheinmetall/ Nexter/ Bofors                      | Alemania/ Francia/ Suecia | Rheinmetall 120 mm L/44                             | |

### L/55
El Rheinmetall L55 no es más sino una variante desarrollada por Rheinmetall a partir del Rheinmetall 120 mm..Tiene una longitud de 6,60 m., o de 55 calibres (55 veces el calibre en su longitud); y un peso de 1.374 kg. Todo el conjunto pesa 4.160 kg. y es utilizado en las variantes siguientes del Leopard 2: Leopard 2A6, Leopardo 2E, Leopard 2 HEL. El Leopard 2A6 ha sido exportado al Ejército de Canadá, y al de Holanda, en las versiones actualizadas de sus tanques Leopard 2, que llevan un armamento más poderoso. En el Ejército Británico se ha probado ya dicho cañón en busca de un reemplazo para el ya obsoleto L30A1 estriado del Challenger 2. Dos Challenger 2 han sido modificados para propósitos de prueba únicamente con el cañón en cuestión. World Industries Ace Corporation a su vez produce una versión bajo licencia del  L/55 para el tanque K2.
En Turquía se producirá bajo licencia alemana, y se designará localmente como el MKEK L/55, y en Estados Unidos se designa como M256E1, siendo la variante seleccionada para el M1A2 TUSK.
| Tanque               | Constructor                                               | País de origen | Cañón                     | Usuarios                                              |
| -------------------- | --------------------------------------------------------- | -------------- | ------------------------- | ----------------------------------------------------- |
| Altay                | Hyundai Rotem/ Subsecretaría de las Industrias de Defensa | Turquía        | MKEK L/55                 |                                                       |
| Leopard 2A6          | Krauss-Maffei                                             | Alemania       | Rheinmetall 120 mm L/55   | Canadá, España, Finlandia, Grecia, Holanda, Portugal. |
| K2 Black Panther     | Hyundai Rotem                                             | Corea del Sur  | World Industries Ace L/55 |                                                       |
| M1A2 TUSK/M1A3 TUSK  | General Dynamics Land Systems (Watervilet Arsenal)        | Estados Unidos | M256E1                    |                                                       |
| PT-17                | Ośrodek Badawczo-Rozwojowy Urządzeń Mechanicznych         | Polonia        | Rheinmetall 120 mm L/55   |                                                       |
| T-84 Jatagan/Yatagán | Kharkyiv Morozov Design Bureau                            | Ucrania        | KMDB L/55                 |                                                       |

### Desarrollos relacionados
- GIAT CN120-26/52/Nexter F1
- IMI MG251
- Royal Ordnance L7
 Royal Ordnance L11
 Royal Ordnance L30
- RUAG L50
- / 2A46 (D-81T)

### Listas relacionadas
- Anexo:Tanques de combate principal por generación